# Isabelle Kocher
Isabelle Kocher (Neuilly-sur-Seine, 9 de dezembro de 1966)  é uma empresária francesa. Ela foi diretora executiva do grupo Engie de 2016 a 2020 e foi eleita pela revista Forbes a 18ª mulher mais poderosa do mundo em 2018.